# CF Industries
CF Industries Holdings, Inc., tidigare Central Farmers Fertilizer Company, är ett amerikanskt multinationellt företag inom den kemiska industrin. Företaget är världens största tillverkare av ammoniak och kvävebaserat konstgödsel. CF Industries producerar också ammoniumnitrat, salpetersyra och urea. Företaget har verksamheter i Kanada, Storbritannien, Trinidad och Tobago samt USA.
Företaget grundades 1946 som ett kooperativ med namnet Central Farmers Fertilizer Company med syftet att förse regionala jordbrukskooperativ med konstgödsel. År 1970 namnändrades det till det nuvarande namnet. År 2002 blev kooperativet ett företag och börsnoterades på New York Stock Exchange (NYSE) tre år senare.